# Patrick Gasser
Patrick Gasser (ur. 8 października 1985 r.) – szwajcarski narciarz, specjalista narciarstwa dowolnego. Startuje w Pucharze Świata od sezonu 2009/2010. W swym pierwszym sezonie zajął 101. miejsce w klasyfikacji generalnej, a w klasyfikacji skicrossu był 34. Jak dotąd jego największym sukcesem jest zwycięstwo w zawodach Pucharu Świata we włoskim Innichen w 2010 roku. Nie startował nigdy w igrzyskach olimpijskich lub mistrzostwach świata.

## Sukcesy

### Miejsca w klasyfikacji generalnej
- 2009/2010 – 101.
- 2010/2011 –

### Miejsca na podium
1. Innichen – 18 grudnia 2010 (Skicross) – 1. miejsce